# 鶴見橋 (大阪市)
鶴見橋（つるみばし）は、大阪府大阪市西成区にある町名。現行行政地名は鶴見橋一丁目から鶴見橋三丁目。

## 地理
西成区の北部に位置し、東に花園北、西に津守、南に旭、北に長橋と接している。

## 歴史
1973年（昭和48年）実施の町名で、もと鶴見橋北通の南半、鶴見橋通の全域、旭北通の北半、西四条・西萩町のそれぞれ一部（国道26号以西）に該当する。
町名は十三間堀川（現在は埋立。阪神高速15号堺線）に架かっていた橋の名称に由来する。
鶴見橋通は、現在の西成公園や大阪府立西成高等学校の敷地にかつて所在した尼崎紡績（のちの大日本紡績）津守工場と萩ノ茶屋駅を結ぶ通りとして賑わい、鶴見橋商店街が形成された。

## 世帯数と人口
2019年（令和元年）9月30日現在の世帯数と人口は以下の通りである。
| 丁目         | 世帯数    | 人口    |
| ------------ | --------- | ------- |
| 鶴見橋一丁目 | 1,725世帯 | 2,242人 |
| 鶴見橋二丁目 | 970世帯   | 1,390人 |
| 鶴見橋三丁目 | 1,017世帯 | 1,519人 |
| 計           | 3,712世帯 | 5,151人 |

### 人口の変遷
国勢調査による人口の推移。
| 1995年（平成7年）  | 6,709人 | [ 5 ] |  |
| 2000年（平成12年） | 6,688人 | [ 6 ] |  |
| 2005年（平成17年） | 6,441人 | [ 7 ] |  |
| 2010年（平成22年） | 5,508人 | [ 8 ] |  |
| 2015年（平成27年） | 5,126人 | [ 9 ] |  |

### 世帯数の変遷
国勢調査による世帯数の推移。
| 1995年（平成7年）  | 3,262世帯 | [ 5 ] |  |
| 2000年（平成12年） | 3,448世帯 | [ 6 ] |  |
| 2005年（平成17年） | 3,876世帯 | [ 7 ] |  |
| 2010年（平成22年） | 3,413世帯 | [ 8 ] |  |
| 2015年（平成27年） | 3,294世帯 | [ 9 ] |  |

## 学区
市立小・中学校に通う場合、学区は以下の通りとなる。なお、小学校・中学校入学時に学校選択制度を導入しており、通学区域以外に西成区にある以下の通学区域に隣接する校区にある小学校、西成区内にある中学校から選択することも可能。
| 丁目         | 番 | 小学校               | 中学校               |
| ------------ | --- | -------------------- | -------------------- |
| 鶴見橋一丁目 | 1～8番、12番 13番3～16号・17号（一部） 14～16番 17番8号（一部）・9～26号 17番27号（一部）・40号（一部） | 大阪市立新今宮小学校 | 大阪市立今宮中学校   |
| 鶴見橋一丁目 | 9～11番 13番17号（一部）・18～21号 17番5～7号・8号（一部） 17番27号（一部）・28～39号 17番40号（一部）  | 大阪市立長橋小学校   | 大阪市立鶴見橋中学校 |
| 鶴見橋二丁目 | 1～3番 11番1～5号・28号（一部） 11番29～35号 12番1～9号・10号（一部） 12番24号（一部）・25～36号        | 大阪市立長橋小学校   | 大阪市立鶴見橋中学校 |
| 鶴見橋二丁目 | 4～10番 11番6～27号・28号（一部） 12番10号（一部）・11～23号 12番24号（一部）                           | 大阪市立松之宮小学校 | 大阪市立梅南中学校   |
| 鶴見橋三丁目 | 全域 | 大阪市立松之宮小学校 | 大阪市立梅南中学校   |

## 事業所
2016年（平成28年）現在の経済センサス調査による事業所数と従業員数は以下の通りである。
| 丁目         | 事業所数  | 従業員数 |
| ------------ | --------- | -------- |
| 鶴見橋一丁目 | 159事業所 | 1,001人  |
| 鶴見橋二丁目 | 93事業所  | 369人    |
| 鶴見橋三丁目 | 111事業所 | 340人    |
| 計           | 363事業所 | 1,710人  |

## 交通
- 国道26号
- 大阪府道41号大阪伊丹線
- 阪神高速15号堺線 津守出入口

## 施設
- 西成警察署 鶴見橋交番
- 西成鶴見橋郵便局
- 鶴見橋商店街
- スーパー玉出 鶴見橋店
- スーパー越前屋

## その他

### 日本郵便
- 〒557-0031[3]（集配局：西成郵便局[13]）